# Tommy Tuberville
Thomas Hawley Tuberville (nasceu a 18 de setembro de 1954) é um ex- treinador de futebol universitário americano que atua como senador júnior do Alabama desde 2021. Antes de entrar para a política, Tuberville foi o treinador de futebol da Universidade de Auburn de 1999 a 2008. Ele também foi o treinador de futebol da Universidade do Mississipi de 1995 a 1998, da Texas Tech University de 2010 a 2012, e da Universidade de Cincinnati de 2013 a 2016.
Tuberville recebeu os prêmios Walter Camp e Bear Bryant Coach of the Year de 2004 após a temporada de Auburn por 13-0, na qual Auburn ganhou o título da Conferência Sudeste e o Sugar Bowl,mas ficou de fora do BCS National Championship Game. Ele conquistou sua 100ª vitória na carreira em 2007. Tuberville é o único treinador na história do futebol de Auburn a vencer o rival alabama seis vezes consecutivas. Em 2015, foi presidente da American Football Coaches Association. Durante 2017, trabalhou para a ESPN como analista de cores para sua cobertura de futebol universitário.
Na sua primeira campanha política, Tuberville concorreu na eleição para o Senado dos Estados Unidos em 2020 no Alabama. Ele ganhou a indicação republicana sobre o ex-senador e procurador-geral Jeff Sessions e derrotou o candidato democrata Doug Jones nas eleições gerais por mais de 20 pontos. Tuberville aliou-se fortemente com o presidente Donald Trump durante a eleição e depois; Pouco depois de assumir o cargo, ele juntou-se a um grupo de senadores republicanos que tentavam derrubar a vitória do presidente democrata eleito Joe Biden nas eleições presidenciais de 2020.

## Senado dos Estados Unidos

### Eleição

#### 2020
Em agosto de 2018, Tuberville mudou-se da Flórida para o Alabama com a intenção de concorrer ao Senado dos EUA em 2020. Em abril de 2019, ele anunciou que entraria nas primárias republicanas de 2020 para a vaga no Senado ocupada pelo democrata Doug Jones. A campanha de Tuberville foi descrita como "discreta", com poucas aparições pré-agendadas na campanha ou conferências de imprensa. Ele aliou-se de perto com o ex-secretário de imprensa da Casa Branca, Sean Spicer do presidente Donald Trump.
Tuberville opõe-se ao aborto e é a favor da revogação da Lei de Cuidados Acessíveis (Obamacare). Ele apoia a proposta de Trump de construir um muro na fronteira com o México. Tuberville apoia a redução da dívida nacional através de cortes em programas sociais, mas opõe-se a cortes na Seguridade Social, Medicare ou Medicaid, descarta a ciência da mudança climática, dizendo que o clima global "não mudará o suficiente nos próximos 400 anos para afetar ninguém".
A 3 de março de 2020, Tuberville recebeu 33,4% dos votos nas primárias republicanas, à frente do ex-senador dos Estados Unidos e ex-procurador-geral Jeff Sessions, que recebeu 31,6%. Como nenhum dos candidatos ganhou mais de 50% dos votos, uma eleição em segundo turno seguiu-se.
A 10 de março, antes do segundo turno, Trump endossou Tuberville. Donald Trump ficou irritado com a decisão de Sessions de se retirar da investigação sobre a interferência russa nas eleições de 2016 nos Estados Unidos, quando Sessions era procurador-geral dos EUA. Em maio de 2020, Trump chamou As sessões de "lodo" para essa decisão. campanha, Tuberville atacou Sessions por não ser "homem o suficiente para ficar com o presidente Trump quando as coisas ficaram difíceis". No segundo turno de 14 de julho, Tuberville derrotou Sessions com 60,7% dos votos.
Como candidato republicano, Tuberville foi fortemente favorecido para ganhar a eleição. Ele foi endossado pelo National Right to Life Committee, a maior organização pró-vida da América. A 3 de novembro, ele derrotou Jones com 60,1% dos votos.
Numa entrevista ao Alabama Daily News após a eleição, Tuberville disse erroneamente que o teatro europeu da Segunda Guerra Mundial foi lutado "para libertar a Europa do socialismo" e que os três ramos do governo federal dos EUA eram "a Câmara, o Senado e o Executivo". Ele também disse que estava ansioso para levantar dinheiro de seu escritório no Senado, uma violação da lei federal. Os comentários de Tuberville atraíram críticas.

### Comités atribuídos

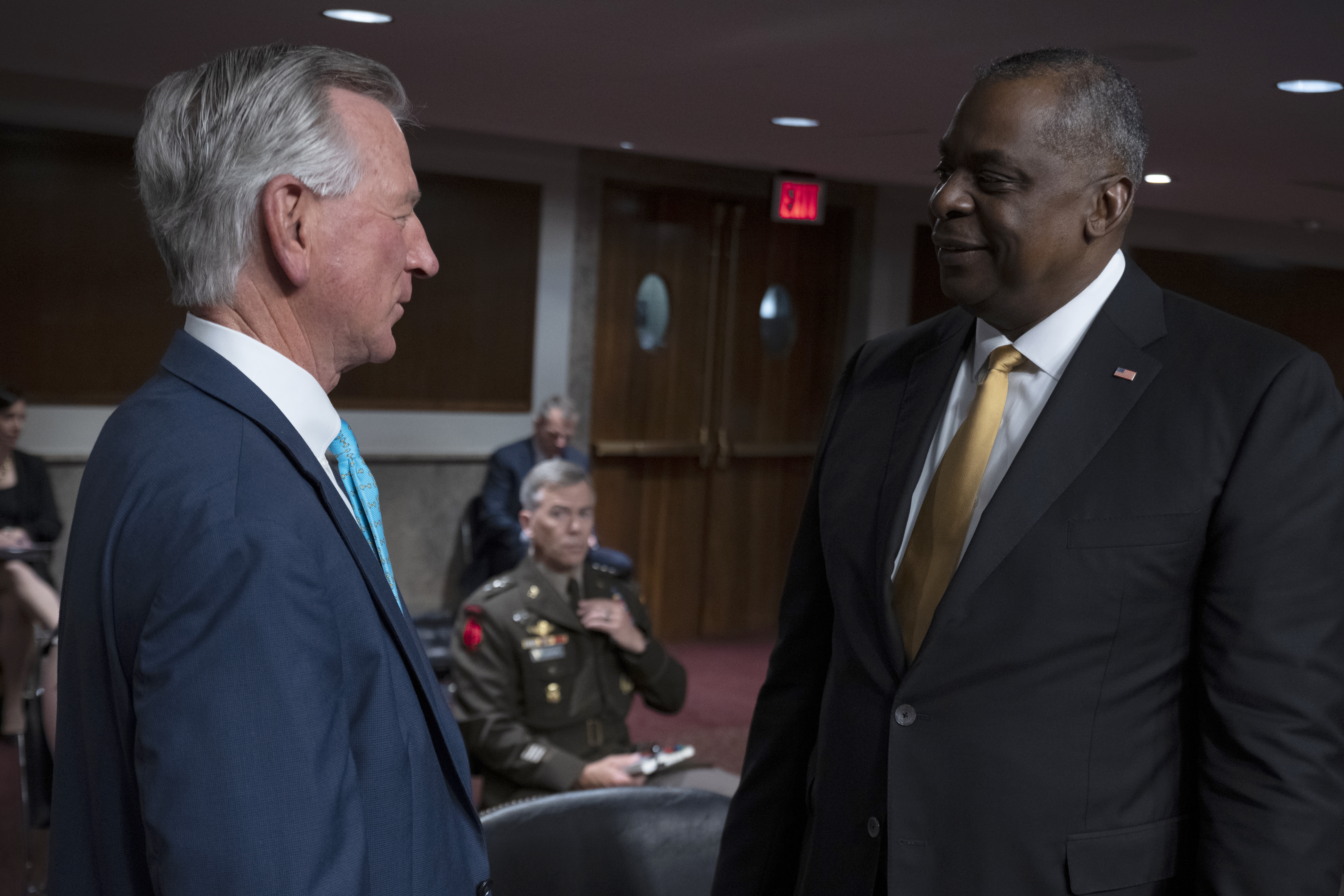
Tuberville fala com o Secretário de Defesa, Lloyd Austin em junho de 2021.

A 5 de fevereiro de 2021, Tuberville anunciou as suas atribuições de comitê para o 117º Congresso.
- Comité de Serviços Armados
  - Subcomité de Ameaças e Capacidades Emergentes
  - Subcomité de Pessoal
  - Subcomité de Forças Estratégicas
- Comité de Agricultura, Nutrição e Silvicultura
  - Subcomité de Gestão de Riscos e Comércio
  - Subcomité de Conservação, Clima, Silvicultura e Recursos Naturais
  - Subcomité de Desenvolvimento Rural e Energia
- Comité de Assuntos dos Veteranos
- Comissão de Saúde, Educação, Trabalho e Pensões
  - Subcomité de Crianças e Famílias
  - Subcomité de Desemprego e Segurança no Trabalho

## Vida pessoal
Tuberville casou-se com Vicki Lynn Harris, também de Camden, Arkansas, e graduada pela Harmony Grove High School, a 19 de dezembro de 1976. Eles mais tarde se divorciaram. Em 1991, Tuberville casou-se com Suzanne (nascida Fette) de Guilford, Indiana; eles têm dois filhos.
Tuberville investiu 1,9 milhões de dólares na GLC Enterprises, que a Comissão de Valores Mobiliários chamou de um esquema Ponzi de 80 milhões de dólares. Perdeu cerca de 150 mil dólares quando o negócio fechou em 2011.

Durante o seu tempo em Auburn, Tuberville participou ativamente da Igreja de Cristo de Auburn.